# Najanmarowie
Najanmarowie (tamil. நாயன்மார்கள் nāyaṉmarkaḷ) – 63 tamilskich świętych śiwaickich, żyjących w VI-IX wieku, zaliczanych do przedstawicieli ruchu tamilskiego bhakti. Po raz pierwszy wyliczenie najanmarów pojawia się w utworze Arur Tiruttondattohej ((tamil. ஆரூர் திருத்தொண்டத்தொகை Ārūr Tiruttoṇṭattokai, Zbiór świętych niewolników [objawiony/napisany w miejscowości] Arur) autorstwa Sundarara (tamil. சுந்தரர் Cuntarar), tworzącego na przełomie VIII i IX w. Sundarar wylicza 62 najanmarów, późniejsi autorzy uznają go za 63. najanmara. Lista najanmarów zostaje ostatecznie zamknięta na przełomie XI i XII wieku, kiedy ma miejsce redakcja Tirumurej, tamilskiego kanonu śiwaickiego.
W odróżnieniu od alwarów, świętych wisznuickich działających w tym samym okresie, nie wszyscy najanmarowie byli poetami. Około 1/3 z nich pozostawiła po sobie spuściznę literacką, która została włączona do Tirumurej.
Najanmarowie są w Tamilnadu obiektem kultu i posiadają własną ikonografię. W świątyniach śiwaickich zazwyczaj można zastać wyobrażenia wszystkich 63, często uproszczone, a także osobne kapliczki poświęcone jednemu z najanmarów (zazwyczaj związanemu w sposób szczególny z daną świątynią).